# Lucky Numbers
Lucky Numbers (alternativer Fernsehtitel Lucky Numbers – Ein Wetterfrosch auf Abwegen) ist eine US-amerikanische Filmkomödie aus dem Jahr 2000. Regie führte Nora Ephron, das Drehbuch schrieb Adam Resnick.
Die Geschichte basiert auf einem tatsächlichen Betrugsfall gegen die staatliche Lotterie von Pennsylvania im Jahre 1980, bei dem es – anders als im Film – allerdings kein Happy End gab.

## Handlung
Russ Richards, der Wettermoderator eines Fernsehsenders in Harrisburg, im US-Bundesstaat Pennsylvania, wird von seinen Zuschauern als lokale Berühmtheit verehrt. Der Ruhm bringt ihm Vergünstigungen wie einen reservierten Parkplatz und eine eigene Sitzkabine bei Denny’s, wo ein Omelett seinen Namen trägt. Sein ewig optimistisches Auftreten täuscht darüber hinweg, dass sein Schneemobil-Handel aufgrund eines ungewöhnlich warmen Winters kurz vor der Pleite steht.
Sein Freund Gig, ein zwielichtiger Strip-Club-Besitzer, schlägt Russ vor, sich mit einem Versicherungsbetrug von seinen finanziellen Problemen zu befreien. Doch als der Plan nicht aufgeht, steckt Russ noch tiefer in den Schulden und wird zum Ziel eines Auftragskillers namens Dale. Gig schlägt Russ vor, die Pennsylvania-Lotterie mit Hilfe seiner amoralischen Freundin Crystal Latroy zu manipulieren, die als Moderatorin der Lottoziehung beim selben Fernsehsender arbeitet, und ihrem kauzigen Cousin Walter, der sich als vermeintlicher Besitzer des Lotteriescheins ausgeben wird.
Ihr Plan funktioniert, doch bevor der 6,4-Millionen-Dollar-Jackpot geknackt werden kann, beginnt sich alles zu entwirren. Zunächst wird Walter gierig, weigert sich, das Gewinnlos an seinen Cousin auszuhändigen, und Crystals körperliche Konfrontation löst Walters letztlich tödlichen Asthmaanfall aus. Der schmierige Sendeleiter Dick Simmons, der auch mit Crystal schläft, versucht sie und Russ zu erpressen, als er herausfindet, was sie getan haben, und andere, die das scheinbar am schlechtesten gehütete Geheimnis der Stadt aufgedeckt haben, verlangen ebenfalls ihren Anteil.
Chaos und Mord folgen, was die Polizisten Detective Lakewood und Detective Chambers dazu veranlasst, eine Untersuchung einzuleiten, von der Detective Lakewood hofft, dass sie nicht zu anstrengend sein wird – ihm fehlt die Motivation, den Fall zu lösen. Detective Chambers ist wiederum fest entschlossen, den Fall aufzuklären. Russ beschließt, das Ticket für 100.000 US-Dollar an Dick zu verkaufen, um seine Schulden bei Dale loszuwerden. Crystal ist wütend und verführt Dick sofort, um wieder an ihren Anteil des Gewinns zu kommen. Dale bricht in Dicks Haus ein und versucht, ihm das Ticket zu rauben, aber die Polizei trifft ein, und Lakewood bringt ihn schließlich um.
Auf dem Heimweg trifft Detective Lakewood auf Russ, der einen LKW-Anhänger umgekippt hat, als er versuchte, seinen Schneemobilbestand bei einem anderen Händler zu transportieren. Aus Angst, Lakewood wolle ihn verhaften, flieht Russ mit seinen 100.000 US-Dollar auf einem Schneemobil, prallt aber gegen einen Baum. Im Krankenhaus erhält er von Lakewood einen Strafzettel für den Betrieb des Schneemobils ohne Lizenz und erklärt Dick und Dale, was passiert ist. Russ geht in Dicks Krankenzimmer und stiehlt den Lottoschein zurück. Er gibt ihn Wendy, der Kellnerin von Denny’s – die dadurch zur Gewinnerin der Lottoziehung wird und auf einen Schlag reich ist.
In einer Vorausblende erzählt Russ Richards, was aus ihm und den anderen Personen geworden ist: Dick Simmons wurde vom Senderchef gefeuert, nachdem er ihm beleidigt hatte. Nun arbeitet er als Dozent für Kommunikationswissenschaften auf einer Universität. Crystal heiratete einen schwerkranken alten Millionär, ließ sich von ihm scheiden und verklagte ihn erfolglos auf die Hälfte seines Vermögens. Nun arbeitet sie als Stripperin in Gigs Strip-Club. 1990 investierte Gig in Microsoft-Aktien ist dadurch so vermögend geworden, dass er in Monaco einen Zweitwohnsitz hat. Russ zog nach St. Augustine im US-Bundesstaat Florida, wo er ein erfolgreicher Moderator einer Spielshow namens Lucky Numbers wird.

## Entstehung und Veröffentlichung
| Figur             | Darsteller        | Deutscher Sprecher |
| ----------------- | ----------------- | ------------------ |
| Russ Richards     | John Travolta     | Thomas Danneberg   |
| Crystal           | Lisa Kudrow       | Sabine Jaeger      |
| Gig               | Tim Roth          | Udo Schenk         |
| Dick Simmons      | Ed O’Neill        | Rüdiger Bahr       |
| Dale              | Michael Rapaport  | Michael Iwannek    |
| Det. Pat Lakewood | Bill Pullman      | Detlef Bierstedt   |
| Det. Chambers     | Daryl Mitchell    | Oliver Rohrbeck    |
| Jerry Green       | Richard Schiff    | Eberhard Prüter    |
| Walter            | Michael Moore     | Tobias Meister     |
| Chief Troutman    | Sam McMurray      | Roland Hemmo       |
| Larry             | Michael Weston    | Gerrit Schmidt-Foß |
| Wendy             | Maria Bamford     |                    |
| Sharpling         | Caroline Aaron    | Liane Rudolph      |
| Bobby             | John F. O’Donohue | Klaus Sonnenschein |
| Jack              | Colin Mochrie     |                    |
| Dan Schuff        | Ken Jenkins       | Klaus Jepsen       |
| junges Mädchen    | Katrina Law       |                    |

Der Film wurde in Harrisburg und in zahlreichen anderen Orten in Pennsylvania, in Arcadia (Kalifornien), in Long Beach (Kalifornien) sowie (die letzte Szene) in Florida gedreht. Die deutsche Synchronisation entstand im Auftrag der Studio Babelsberg Synchron GmbH in Potsdam.
Die Uraufführung fand am 24. Oktober 2000 in den USA statt. Am 17. Mai 2001 startete der Film in den deutschen Kinos sowie am 14. Juni 2001 die deutschsprachige Version in der Schweiz. Seit dem 18. Dezember 2001 ist der Film auf VHS und DVD erhältlich.
Das Produktionsbudget des Films betrugen 63 Millionen US-Dollar. In den Kinos der USA und Kanada spielte der Film rund 10 Millionen US-Dollar ein. An seinem ersten Wochenende spielte der Film rund 4,5 Millionen US-Dollar ein und war damit der siebterfolgreichste Film hinter Meine Braut, ihr Vater und ich, Blair Witch 2, Gegen jede Regel, Teuflisch, Das Glücksprinzip und Der kleine Vampir. In Deutschland zählte man ca. 23.000 Kinozuschauer, in der Schweiz rund 2400 Zuschauer. Der Film konnte die hohe Erwartungen an den Kinokassen nicht erfüllen und konnte die Produktionskosten nicht ausgleichen, der Film gilt als kommerzieller Flop.

## Rezeption
Lucky Numbers erhielt ein schlechtes Presseecho, was sich auch in den Auswertungen US-amerikanischer Aggregatoren widerspiegelt. So erfasst Rotten Tomatoes überwiegend kritische Besprechungen und ordnet den Film dementsprechend als „Gammelig“ ein. Zusammenfassend heißt es dort: „Nora Ephrons Versuch einer schwarzen Komödie ist ein unausgewogenes Produkt, sowohl was die Regie als auch was die Darsteller betrifft. Die Charaktere sind so unsympathisch, dass es einem egal ist, was mit ihnen passiert.“ Laut Metacritic fallen die Bewertungen im Mittel „Grundsätzlich Ablehnend“ aus. In einer von CinemaScore vorgenommene Umfrage vergaben US-amerikanische Kinobesucher eine Durchschnittsnote von F, was der deutschen Schulnote 6 bzw. „ungenügend“ entspricht.

„Lucky Numbers’ 104 Minuten ziehen sich wie Kaugummi. […] Ephrons unbeholfenes Timing hilft da nicht. […] Travolta gibt sein bestes (was nicht viel ist) und spielt Russ als eindimensionale, wandelnde Parodie. Der Ansatz funktioniert solange, wie wir die Figur nicht sympatisch finden sollen.“

Roger Ebert schrieb in der Chicago Sun-Times vom 27. Oktober 2000, der Film erzähle eine zu umfassende Geschichte mit zu wenig Energie. Die Einführung der Charaktere dauert zu lange. Es gebe lustige Momente, aber auch traurige Momente und brutale Szenen – so sei unsicher, ob der Film als Komödie gedacht sei.

„Gediegen inszenierte, aber allzu unentschlossen zwischen makabrem Humor, Slapstick und pubertären Witzen pendelnde Gaunerkomödie, deren Dialogen der nötige Esprit fehlt. Auch schauspielerisch enttäuschend.“

John Travolta erhielt im Jahr 2001 für diesen Film und für Battlefield Earth – Kampf um die Erde die Goldene Himbeere als Schlechtester Schauspieler.